# マーク・チャップマン
マーク・デイヴィッド・チャップマン（Mark David Chapman、1955年5月10日 - ）はアメリカの服役囚。ジョン・レノン殺害犯。

## 略歴
テキサス州フォートワース生まれ。アメリカ空軍3等軍曹の父デイヴィッドはチャップマンが生まれてまもなく除隊し、石油会社アメリカン・オイルで働いた。母ダイアンは看護師。7歳下の妹がいる。本人談によると、父親は妻に暴力をふるう男で、息子にも愛情がなかった。父親に怯える生活の中で、自分は寝室の壁の中に住む小人たちを支配する王であるという空想に浸るようになる。小人たちの新聞やテレビに毎日登場し、彼らのためにヒーローのようにふるまうこともあれば、癇癪を起こして彼らを殺すこともあったが、いつも小人たちは許してくれた。運動はできなかったがIQは121あり、大人の目には、ロケットやUFOやビートルズが大好きな普通の子供に映っていた。父親はボーイスカウトのリーダーを務め、YMCAでギターを教えており、息子にも教える姿がしばしば目撃され、周囲からは幸せな一家と思われていた。
ディケーターのコロンビア高校に進学した14歳のころから親に反抗的になり、ドラッグに手を出し、夜遊びを始め、警察の世話になることもあったが、16歳のときに長老派の伝道師の説教会に行ったのをきっかけに人が変わったように真面目になり、聖書のリーフレットを配り歩き、学業も向上した。YMCAのサマーキャンプで指導員を務めたときは子供から絶大な人気を得、優秀指導員の賞を受けるほどだった。友人から『ライ麦畑でつかまえて』を薦められ、主人公のホールデン・コールフィールドにのめり込んでいった。
高校卒業後シカゴに移り、物まね芸をする友人と一緒に教会やクリスチャン向けのナイトスポットに出演し、ギターを担当したが、ほどなく故郷に戻りYMCAで働くためにコミュニティカレッジに通った。YMCAの仕事でアーカンソー州のベトナム難民再定住施設で働き、ここでも子供から人気を集めた。その後、結婚を約束した恋人とテネシー州に移り、二人で長老派系の大学へ通ったが、成績が振るわず、しかも別の女性を愛して、罪悪感にさいなまれるようになった。このころから自殺願望が芽生え、大学を退学し、婚約者とも別れた。
故郷に戻り、再びYMCAのサマーキャンプ指導員になったがうまくいかず、警備員として働き始めた。1977年に自殺するためハワイへ向かったが、楽園で過ごすうちに生きる希望が生まれ、一度は故郷に戻ったが、両親と喧嘩して再びハワイへ飛んだ。浜辺で排ガス自殺を図ったが、日系人の漁師に見つかり一命を取り留め、神に救われたと感じた。病院でリハビリを受け、回復後は近くのガソリンスタンドで働きながら、病院のボランティアとして老人の介護や雑用を手伝った。世界一周旅行の手配を通じて旅行代理店に勤めていた日系アメリカ人のグロリア・ヒロコ・アベと知り合った。グロリアには小さいころに患ったポリオのせいで足を引きずる障害があった。極東から東南アジア、ヨーロッパを回ってアトランタまで旅し、ハワイに戻って1979年にグロリアにプロポーズをした。グロリアは彼のために仏教からキリスト教に改宗した。
6月に結婚し、病院の印刷係として勤め始めたが、再び神経過敏になって周囲とうまくいかずクビになり、夜警になった。強迫観念から過度な飲酒と病的な浪費が始まったかと思えば、一転して節約に夢中になったり、さまざまな衝動的で暴力的な異常行動が続き、想像上の小人も再び現れるようになった。ジョン・レノンの伝記を読み、その金満生活に怒り狂い、レノン殺害計画を小人たちに話した。10月23日に夜警を辞め、27日に銃を買い、レノンの住むニューヨークに向けて30日にホノルルを発つ。

## 射殺事件の概要
1980年12月8日22時50分ごろ、ニューヨークのセントラル・パーク西側の72番通りにある、ジョン・レノンの自宅であるダコタ・ハウスの前でレノンを銃撃し、その場で逮捕された。レノンの妻オノ・ヨーコが「私達の安全が脅かされる」として仮釈放に反対している事もあり収監が継続されている。12度目の仮釈放申請が2022年9月に却下されたので仮釈放は早くとも2024年である。
チャップマンはアパート前の草場の中でレノンの帰りを数時間待ち、レノンが到着すると背後から呼びかけた直後に拳銃を5発撃ち、内2、3発が胸に命中した（他は肩）。ハウスの警備員がすぐに駆けつけ拳銃を蹴り飛ばした。銃撃した後もチャップマンは現場にとどまり付近をうろついたり『ライ麦畑でつかまえて』を読んだりしている間に警官が到着してチャップマンを逮捕。
レノンの容態は急を要したため救急車を待たず、駆けつけたパトカーの後部シートに乗せられ、近くのルーズヴェルト病院に搬送されたが、出血多量による死亡が23時ごろ確認されている。

## 事件後の処分
逮捕後の裁判で彼は第二級謀殺の疑いで告発された。弁護士は彼が精神異常である事を申し立てると思われたが、有罪の申し立てを行なった。
チャップマンは第二級謀殺の罪で有罪と認定され「禁錮20年ないし終身の無期刑」を言い渡された。ニューヨーク州の州法においては、第二級謀殺の罪は20年服役後に仮釈放が許可される場合がある無期刑が最高刑。ニューヨーク州バッファローの近くにあるウェンデ刑務所にて服役中である。
ニューヨーク州・仮釈放委員会に2000年から2020年まで2年毎に仮釈放を合計12回申請したが、チャップマンの精神・言動に反省や謝罪や更生が見られない事、レノンの遺族である妻子への犯行の恐れがある事、レノンの妻であるオノ等の反対、チャップマンが仮釈放されたらレノンのファンに殺される恐れがある等として却下され 現在も服役中である。
2014年に妻のグロリアに初インタビューしたイギリスの『デイリー・メール』誌によると、二人は年に一度44時間、刑務所内のキッチン付きトレーラーで過ごす事が許されているという。結婚して1年半後に夫がレノンを殺害したが事件後も離婚していない。夫婦でオノに対し赦しを乞う手紙を書いており、レノンとチャップマンは天国で再会すると信じており、また、ポール・マッカートニーに対し、刑務所を訪ねて現在のチャップマンに会えば、きっと彼を好きになるだろうと語ったという。この件に関し、『デイリー・メール』誌は「心がかき乱される内容」と表現。マッカートニーも「私は誰でも許せる性質だと思うが、こいつだけは許す理由が見つからない。こいつは正気を失って、取り返しのつかない事をした。そんな人間に何故、容赦の気持ちを恵んでやる必要があるのかわからない」と述べている。

## 事件の疑惑
犯行当時、レノンの狂信的ファンであると報じられ、世界的にその報道が定着したが、さまざまな憶測も語られた。ケネディ大統領暗殺事件に似た陰謀的暗殺説、CIAの関与した催眠術説などがあるが、現在はチャップマンの単独犯行であると結論付けられている。
アメリカ国籍を正式取得する（永住権取得後、連続5年滞在で申請資格が出来る）1981年直前にレノンが殺害されたので反戦運動など政治的影響力のあるレノンを排除するため米国政府がレノンを暗殺したのでは？と推測する人もいる。だが、チャップマン自身は「有名になりたくてレノンを殺した」と仮釈放申請の際に述べている。

## 映画
- 『チャプター27』